# Cédric Ouanekponé
Cédric Ouanekponé, né le 8 mars 1986 à Bangui, est un médecin centrafricain ayant œuvré à la réconciliation entre communautés pendant et après la troisième guerre civile centrafricaine. Il est lauréat du prix mondial de l'humanisme de la jeunesse en 2019.

## Biographie

### Jeunesse et formation
Cédric Ouanekponé naît le 8 mars 1986 à la maternité des Castors située dans le troisième arrondissement de Bangui ; ses parents, d'un milieu modeste, sont respectivement enseignant et mère au foyer. Son nom complet est Cédric Patrick Le Grand Ouanekponé,.
Après trois années passées au séminaire de Bouar, il étudie la médecine à l'université de Bangui. Après la soutenance de sa thèse en juillet 2015, il se spécialise en néphrologie. Par ailleurs, il suit également une formation en leadership civique avec la Young African Leaders Initiative, successivement à l'université Kenyatta de Nairobi, à Kigali lors d'une session de l'université de l'Ohio, à l'université catholique (en) de Daegu, enfin à l'université de l'Indiana à Bloomington.

### Action humaniste
Durant la troisième guerre civile centrafricaine, il travaille auprès de la jeunesse pour recréer des liens entre communautés et sensibiliser les populations à l'importance de la réconciliation. Par ailleurs, hors cadre professionnel, Cédric Ouanekponé s'investit dans diverses actions caritatives auprès des jeunes et des enfants : cours d’anglais, mentorat, art-thérapie.
Par ailleurs, il exerce durant trois ans une activité médicale bénévole au centre de santé Notre-Dame-de-Fatima à Bangui, notamment auprès des enfants, des femmes enceintes et des personnes âgées déplacées au cours de la guerre,.

### Prix mondial de l'humanisme de la jeunesse
En 2019, il est récipiendaire du prix mondial de l'humanisme de la jeunesse qu'il reçoit en Macédoine du Nord.